# 水紅線
水紅線 (すいこうせん) とは中国貴州省六盤水市の六盤水駅から水城県を経て、盤州市紅果街道までを結ぶ全長166kmの鉄道路線。単線・電化。滬昆線と盤西線・威紅線を結ぶ。旧称は水柏線。
発耳駅から松河駅の間には、北盤江大橋からの直線距離13kmを、40kmかけて標高850mを上がる大規模な３重ループトンネルがある。

## 概要
- 1997年12月に柏果駅までの123kmの区間を着工
- 2004年2月19日には水柏線として開通[2]。
- 2004年9月、盤西線の柏果駅から紅果駅を水柏線と合併させ、水紅線と改称した[3]。